# Base Aérea Mayor Justino Mariño Cuesto
La base aérea Mayor Justino Mariño Cuesto (OACI: SKMA), o la base aérea de Madrid, es una base aérea militar colombiana asignada al Comando Aéreo de Mantenimiento (CAMAN) de la Fuerza Aérea Colombiana (FAC).
La base está ubicada en la ciudad de Madrid, un municipio del departamento de Cundinamarca en Colombia. Está nombrado en honor al mayor Justino Mariño Cuesto.

## Instalaciones
La base aérea tiene una elevación de 2.537 metros por encima del nivel del mar. Tiene una pista de aterrizaje designada "07/25" con una superficie de asfalto que mide 1.850 metros de longitud y 24 metros de ancho.